# NGC 3137
NGC 3137 ist eine Balken-Spiralgalaxie vom Hubble-Typ SBc im Sternbild Antlia am Südsternhimmel. Sie ist rund 40 Millionen Lichtjahre von der Milchstraße entfernt und hat einen Durchmesser von etwa 85.000 Lichtjahren.

Gemeinsam mit NGC 3113, NGC 3125, NGC 3175 und ESO 499-37 bildet sie die kleine NGC 3175-Gruppe.
Das Objekt wurde am 5. Februar 1837 von John Herschel entdeckt.